# Große Schönzirpe
Die Große Schönzirpe (Platymetopius major) ist eine Zwergzikade aus der Unterfamilie der Zirpen (Deltocephalinae).

## Merkmale
Die Zikaden werden 4,5–5,6 mm lang. Sie besitzen eine gelbe bis gelblich-grüne Grundfärbung. Über die Dorsalseite verläuft von der Kopfspitze bis zu den Flügelenden ein breiter hellbrauner Streifen, der sich an zwei Stellen der Vorderflügel stark verschmälert. Ferner befinden sich auf dem Streifen mehrere kleine weiße Punkte.

## Ähnliche Arten
Es gibt mehrere Zikadenarten der Gattung Playmetopius, die von Platymetopius major nur durch Untersuchung der männlichen Genitalien unterschieden werden können. Zu diesen zählen Platymetopius undatus und Platymetopius melongicornis.

## Vorkommen
Platymetopius major ist in der westlichen Paläarktis verbreitet. Die Art kommt in Mittel-, Süd- und Südosteuropa vor. Im Norden reicht ihr Vorkommen bis nach Dänemark und Südschweden. Im Gegensatz zu Platymetopius undatus fehlt die Art in Großbritannien und im Norden Skandinaviens. In Deutschland nimmt ihr Vorkommen nach Süden hin zu.

## Lebensweise
Die wärmeliebende Art bevorzugt Trockenrasenbiotope an Heckenstreifen oder Waldrändern. Die Larven entwickeln sich an krautigen Pflanzen und Gräsern. Die Imagines fliegen ab Juni. Diese halten sich gewöhnlich an Büschen und Laubbäumen auf.